# آنهوي
| 安徽省 = Ānhuī Shěng الاسم المختصر: 皖 = Wăn   |                                                                                     |
| تبدو مقاطعة آنهوي باللون المغاير في هذه الصورة |                                                                                     |
| أصل التسمية                                    | 安 = ān = اسم مدينة 徽 = huī = اسم آخر لمدينة "هويشتو" الاسم مركب من اسمين لمدينتين |
| نظام الإدارة                                   | مقاطعة                                                                              |
| العاصمة                                        | خفي                                                                                 |
| رئيس لجنة الحزب الشيوعي الصيني المحلية         | قو جينلونغ                                                                          |
| الحاكم                                         | وانغ جنشان                                                                          |
| المساحة                                        | 139,400 كلم² (الـ22)                                                                |
| السكان (2002) - الكثافة السكانية               | 63,380,000(الـ8) 455/كلم² (الـ8)                                                    |
| الناتج المحلي الخام (2002)                     | 356.9 مليار ¥ (الـ14)                                                               |
| أهم القوميات (2000)                            | الهان - 99% هوي - 0.6%                                                              |

آنهوي (بالـصينية: 安徽 = Ānhuī): مقاطعة داخلية تقع في شرق الـصين. تعتبر منطقة انتقالية بين المقاطعات الشرقية المتطورة والمقاطعات الغربية ذات الطابع الريفي.
تبعد آنهوي نحو 400 كم عن البحر، يتخلل جنوبها نهر يانغتسي من الغرب إلى الشرق، وهو منفذ «آنهوي» على البحر. تجاور آنهوي مقاطعتي جيانغسو وتشجيانغ شرقا، وتتاخم مقاطعات خنان وهوبي وجيانغشي ذات الكثافة السكانية الكبيرة غربا.

## التاريخ
كانت المنطقة جزءا من مملكة «تشو» القديمة. تم ضمها إلى الصين أثناء حكمت أسرة «تشين» (221-206 ق.م). أصبحت مقاطعة مستقلة عام 1667 م. كان نهر «هوانغ خي» (النهر الأصفر) يعبر المقاطعة، إلا أنه غير مساره وأصبح منذ 1851 م يشق طريقه عبر مناطق شمالي المقاطعة. بعد احتلال اليابانيين للصين، حاولت الحكومة الوطنية الصينية أن تغير مجرى تدفقه (1938 م) وتجعله يفرغ مياه على أراض المقاطعة، كانت الأخيرة تأمل أن تحدث فيضانات كبيرة تجبر بها القوات اليابانية على وقف تقدمهم إلى داخل البلاد. لم تقلح الخطة وتسببت في إغراق العددي من الأهالي المحليين.

## الاقتصاد
آنهوي مقاطعة زراعية كبيرة، يحتل إنتاجها من الحبوب الغذائية والقطن والزيوت والشاي والفواكه والعقاقير الطبية والمنتجات الحيوانية المراكز العشرة الأولى في الصين. وهي غنية بالموارد المعدنية، تمتلك احتياطيا كبيرا من الفحم والحديد والنحاس والمواد الكيماوية، وتوزيعها متمركز، يسهل استثمارها بحجم كبير. تحتل البتروكيماويات والمعادن غير الحديدية والصناعة الخفيفة بهما مكانة هامة في الصين.
تحتل آنهوي مركزا متوسطا بين المناطق الصينية من حيث مؤشر الاستهلاك، تمثل السوق المحلية فرصة حقيقية للمستثمرين. مع النمو الاقتصادي وارتفاع دخل السكان، يتوقع البعض أن يزداد مؤشر الاستهلاك فيها زيادة كبيرة.

## المدن
المدن الرئيسية في مقاطعة آنهوي:
- مدينة خفي (合肥市): عاصمة المقاطعة، هي أكبر مدينة بالمقاطعة وأكثرها تطورا، تشتهر بالصناعة الميكانيكية والإلكترونيات؛
- مدينة هواينان (淮南市): المدينة المشهورة بالفحم والطاقة الكهربائية والصناعة الكيماوية في آنهوي؛
- مدينة هوايبي (淮北市): مدينة الفحم المشهورة في شمال آنهوي؛
- مدينة ووهو (芜湖市): المدينة المشهورة بالصناعة الخفيفة والغزل والنسيج على الضفة الجنوبية لنهر اليانغتسي، وثاني أكبر قاعدة للتجارة الخارجية للمقاطعة.
- مدينة فويانغ (阜阳市)
- مدينة بوتشو (亳州市)
- مدينة لو-آن (六安市)